# Шарко-Бакумовка
Шарко-Бакумовка — поселок в Панинском районе Воронежской области России. Входит в Дмитриевское сельское поселение.

## География
Посёлок расположен в центральной части поселения, на левом берегу реки Правая Хава.

### Улицы
- ул. Героев

## История
Некоторое время являлся усадьбой С. С. Зацепина «Никольское», в которой в 1900 году проживало 17 человек.

## Население
| 2000 | 2005 | 2010 |
| ---- | ---- | ---- |
| 16   | ↘10  | ↘5   |